# C17H34O
化学式C17H34O（摩尔质量：254.45 g/mol）可能指：
- 1-正十七醛，CAS号：629-90-3
- 2-十七酮，CAS号：2922-51-2
- 3-十七酮，CAS号：84534-29-2
- 4-十七酮，CAS号：53685-77-1
- 5-十七酮，CAS号：831170-64-0
- 6-十七酮，CAS号：22026-13-7
- 7-十七酮，CAS号：6064-42-2
- 8-十七酮，CAS号：14476-38-1
- 9-十七酮，CAS号：540-08-9

|  | 这个同类索引页列出了具有相同分子式的化学物（即同分異構體）条目。 除非您是有意链接至本页，否则应将相应条目的内部链接指向正确的条目。 |